# Chim sâu ngực đỏ
Chim sâu ngực lửa (danh pháp hai phần: Dicaeum ignipectus) là một loài chim thuộc chi Dicaeum trong họ Chim sâu. Loài này phân bố ở Nam và Đông Nam Á. Giống như nhiều loài chim sâu khác, loài này ăn trái cây và đóng một vai trò quan trọng trong sự phát tán của cây có quả. Không giống như nhiều loài khác trong chi, loài này dị hình giới tính rõ rệt với con trống có các phần trên và dưới tương phản với mảng mguwjc màu cam sáng đặc biệt. Có mái có có màu mờ xỉn.
Đây là một loài chim nhỏ với cái mỏ nhỏ và tối. Con trống có phần trên đen xanh..

## Tham khảo

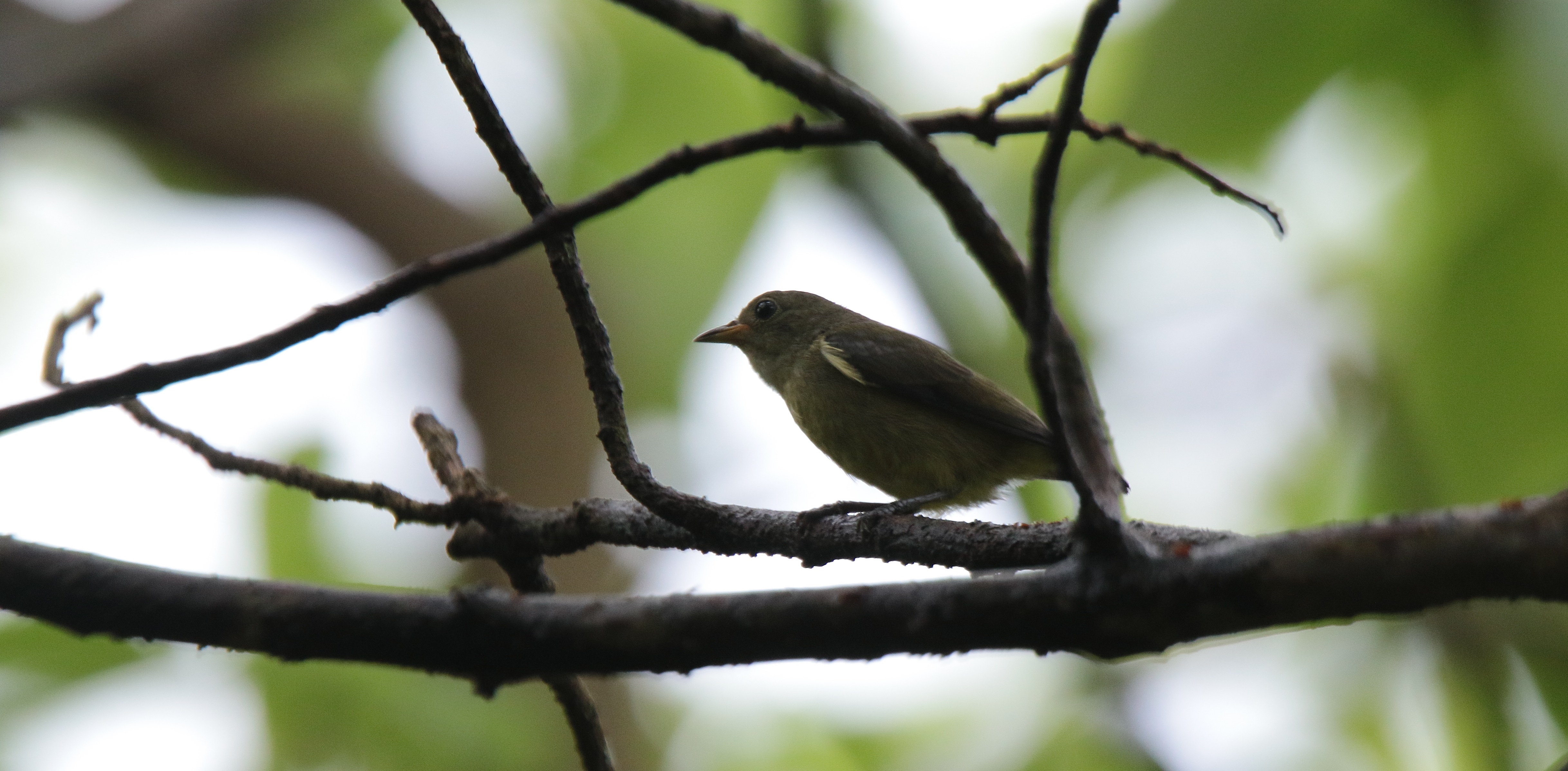
Chim sâu ngực đỏ (chim mái)

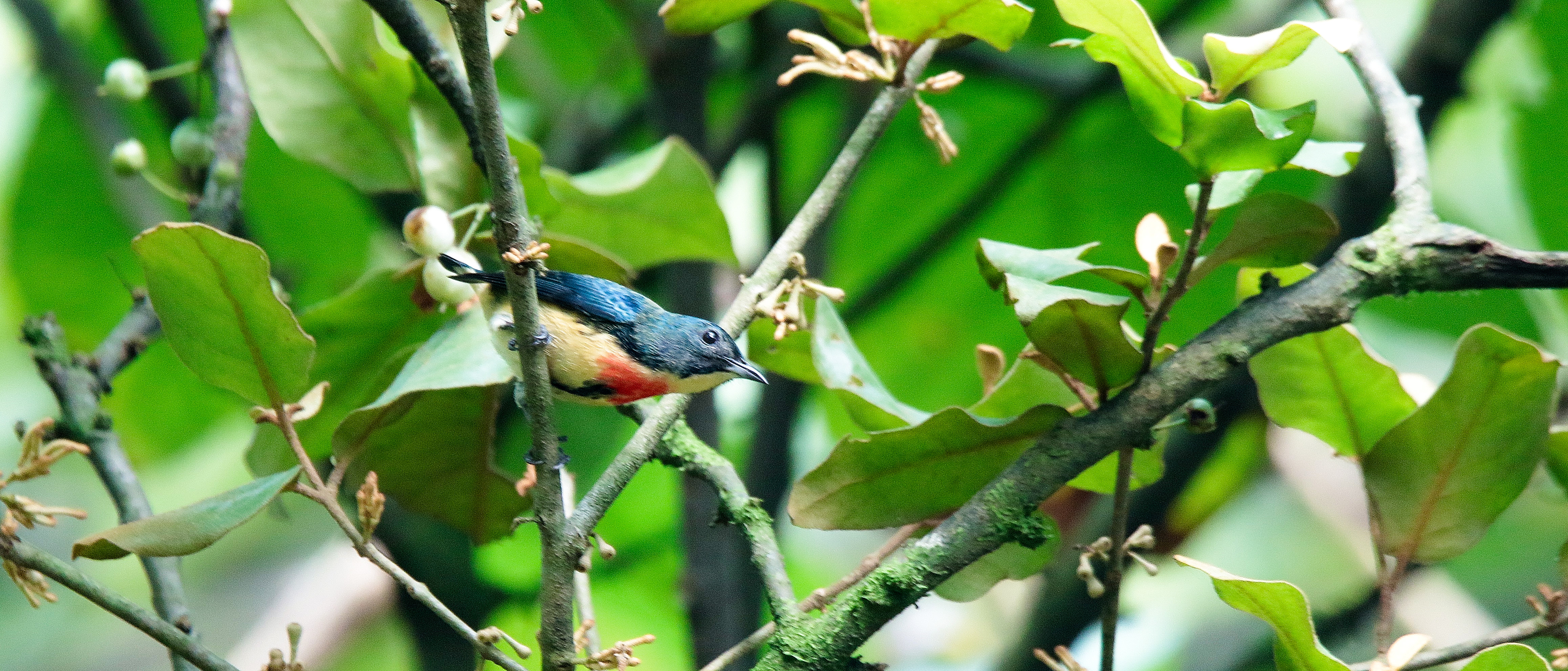
Chim trống